# Žabnik (Trnovec Bartolovečki)
Žabnik is een plaats in de gemeente Trnovec Bartolovečki in de Kroatische provincie Varaždin. De plaats telt 178 inwoners (2001).